# ニシゴリラ
ニシゴリラ (Gorilla gorilla) は、哺乳綱霊長目ヒト科ゴリラ属に分類される霊長類。

## 分布
アンゴラ（カビンダ）、ガボン、カメルーン、コンゴ共和国、赤道ギニア大陸部、中央アフリカ、ナイジェリア
模式標本の産地（基準産地・タイプ産地・模式産地）は、ガボン。

## 形態

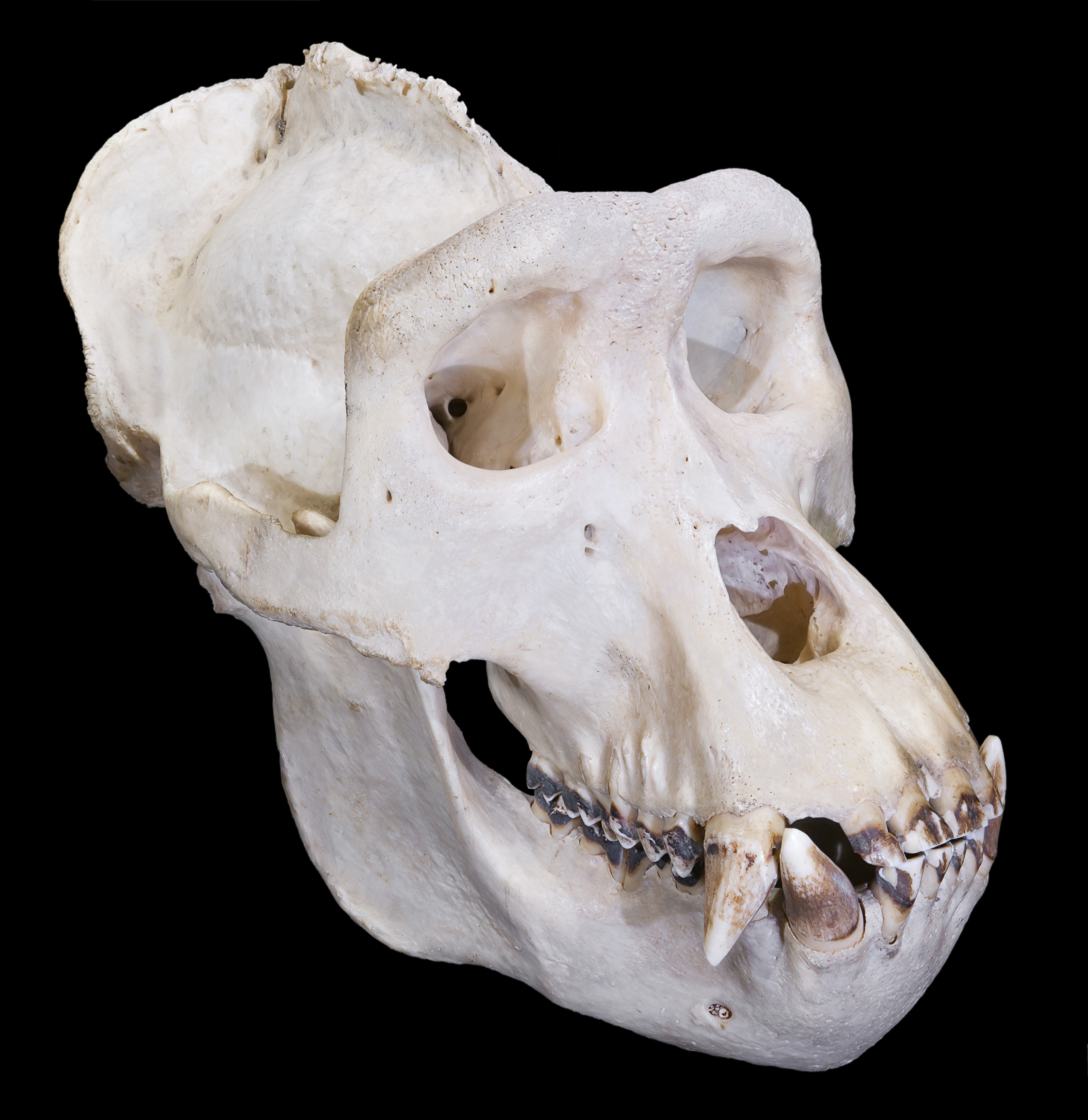
雄の頭蓋骨

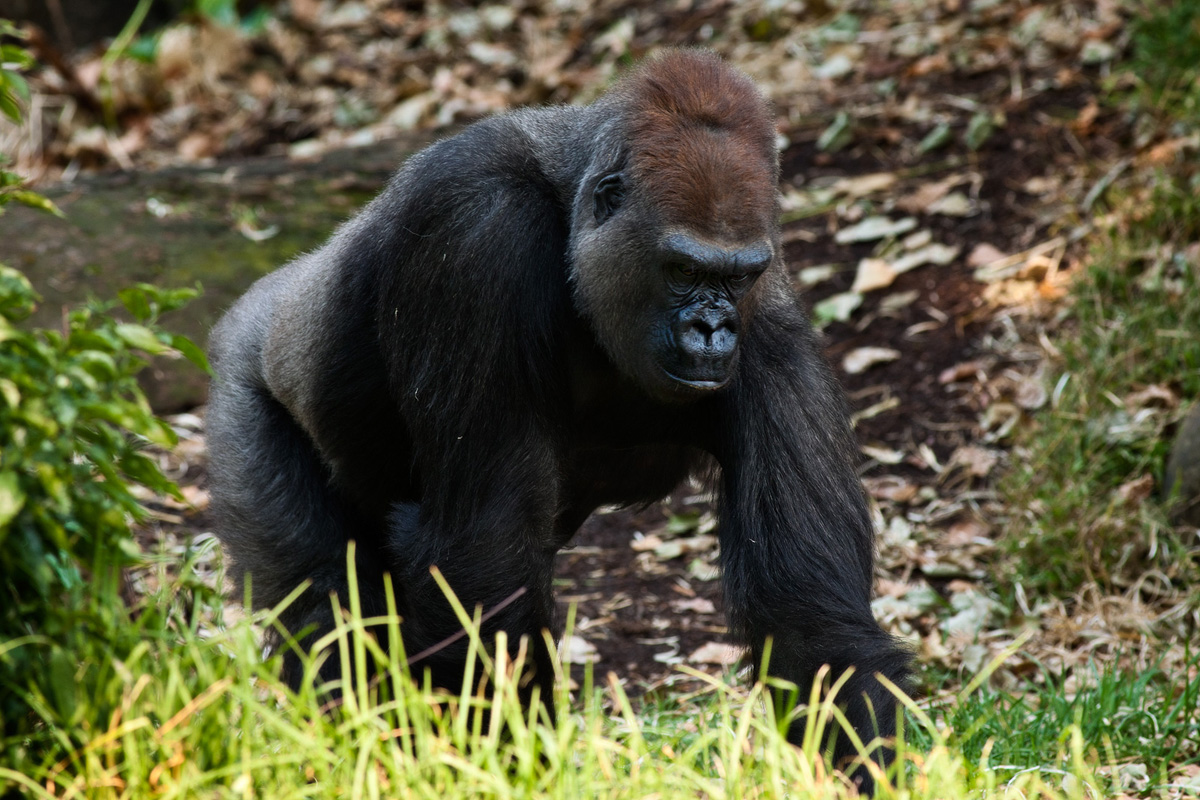
雄のニシゴリラ

頭胴長（体長）オス103 - 107センチメートル。身長オス136 - 178センチメートル。体重オス145 - 191キログラム、メス58 - 72キログラム。

## 分類
以下の亜種の分類は、Groves(2005）に従う。亜種の和名は、山極（2015）に従う。亜種の英名は、Williamson & Butynski(2013)に従う。
Gorilla gorilla gorilla (Savage, 1847) ニシローランドゴリラ Western lowland gorilla
アンゴラ（カビンダ）、ガボン、カメルーン、コンゴ共和国、赤道ギニア大陸部、中央アフリカ
頭骨は大型で長い。
Gorilla gorilla diehli Matschie, 1904 クロスリバーゴリラ Cross River gorilla
カメルーン西部、ナイジェリア南部
頭骨は小型で短い。

## 生態
ガボン（国土の80 %以上を熱帯雨林が占める）では基亜種が国内のサバンナを除く環境、すなわち海岸の低木林・一次林・二次林にも生息することが判明している。
主に果実を食べる。1958 - 1969年の赤道ギニアの観察記録では92種の植物種を食べ、そのうち52種は果実（食性の40 %を占める）が占めていたという報告例がある。1980 - 1982年のガボン北部での269個の糞の内容物調査では、109種の食物が検出され植物種は89種、そのうち72種は果実が占めていたという報告例がある。この報告では1つの糞から主に2 - 3種、最大で7種の種子が見つかり、種子の含まれない糞は6個のみであった。ガボン中部での観察や食痕・糞の内容物調査では117種の果実を食べていることが報告され、同所的に分布するチンパンジーの食べる果実123種のうち73 %が重複するという報告例がある。ガボンでは他のサルが種子を呑み込めないこと、ゾウ類が食べないこと、本種の糞から発芽した実生の生存率が高いことから、本種のみに種子散布を依存している樹木の存在が示唆されている。コンゴのロッシやンドキ=ヌアバレ国立公園では高密度で分布するという報告例があり、これは一次林内の湿原にあるクズウコン科の芽や茎・水草の葉や根といった高栄養価の食物を日常的に食べるためと推定されている。
ニシゴリラは、1頭以上の雄、複数の雌、子で構成される、2頭から20頭ほどの、シルバーバックの雄（ボス）が率いる群れで生活する。群れの行動圏は30平方キロメートルの大きさであるが、積極的に守られてはいない。若い雄は通常は十分に成長する前に群れを離れ、雌は繁殖の前に他の群れに移動する（8歳から9歳の頃に始まる）。雌は、子供を生後3年から5年の間世話するうえ、妊娠期間が長く、幼児死亡率も高い。よって、雌のゴリラが、十分に成長するまで生き残る子供を出産するのは6年から8年毎となる。これは、ニシゴリラが密猟に弱い理由の一つとなっている。一方で、ゴリラの寿命は長く、野生では40年も生存することができる。また、野生のニシゴリラは道具を使用することが知られている。
ある民族誌学的、薬理学的研究では、ニシゴリラが食べる特定の食物に薬理効果がある可能性が示唆されている。ニシゴリラはコラノキ属の複数の種の果実および種子を食べるが、タンパク質含量が少ないことを考慮すると、それらに含まれるカフェインの刺激効果を主な目的として食べている可能性がある。また、ガボンに生息するニシゴリラはイボガの果実、茎、根を摂取することが観察されている。イボガにはイボガインが含まれるため、中枢神経系に作用し幻覚効果を与える。イボガインはカフェインと同等の効果も示す。また、ローランドゴリラの食物中のアフラモムム・メレグエタの種子のさやには薬理効果があることが明らかにされている。これはローランドゴリラにある種の心臓血管の健康に良い効果を与えると見られ、多くの野生の個体群の食物に含まれることが知られている。
2007年のとある研究で、人間からの潜在的脅威に対してこの種が反撃していることが発見されたと発表された。この論文によると、ゴリラが棒やガラスの破片を投げる例がいくつか明らかとなった。ゴリラは人間に遭遇すると通常は怖がり、襲撃してくることはほとんどないため、こういった行動は一般的ではない。

## 人間との関係
1975年のワシントン条約発効時（当時はゴリラGorilla gorillaとして）から、ワシントン条約附属書Iに掲載されている。
G. g. diehli クロスリバーゴリラ
1990 - 2005年の調査では、生息数は250 - 300頭と考えられていた。
日本では2021年の時点でゴリルラ属（ゴリラ属）単位で特定動物に指定されており、2019年6月には愛玩目的での飼育が禁止された（2020年6月に施行）。
エボラウイルスによってニシゴリラの個体数が回復不可能な点まで激減している可能性があり、1992年から2007年までにこのウイルスによって保護区域の個体数が33%減少している。これは1992年から2011年の20年間の期間の減少率45%とほぼ等しい。また、ニシゴリラの生息地を構成する国々での密猟や商業伐採、内戦も脅威である。そのうえ、最大内的増加率は約3%と増殖率は非常に低く、狩猟による減少や病気が原因の死亡率が高いことが過去20から25年に60%を超える個体数減少を引き起こしている。楽観的な推定シナリオの下でも、個体数の回復は75年単位の時間を要する。今後20年から30年以内の近い内に、農業や樹木伐採、採鉱、気候変動による生息地の喪失や縮小が、主な脅威になると考えられる。
1980年代、赤道アフリカにおけるゴリラ個体数調査では、10万頭が生息すると考えられていた。研究者らは、長年の密猟と森林破壊の後に個体数は約5万頭に減少したと修正した。野生動物保護協会 (WCS) が2006年と2007年に行った調査によって、テレ湖の沼沢林と、コンゴ共和国の隣接するマランタセア森において以前報告されていない約12万5千頭のゴリラを発見した。この発見によってゴリラの既知の個体数は2倍以上となったが、この発見がゴリラの保護状況に与える影響は現在不明である。新発見により、ニシローランドゴリラの現在の個体数は約15万から20万とされる。しかしながら、ゴリラはエボラウイルス、森林破壊、密猟に無防備なままである。
最近の遺伝学的研究およびフィールド調査によって、これらの場所は個々のゴリラの偶発的な移行によってつながっていることが示唆されている。ニシローランドゴリラの個体群は、最も近いものでも250km程度離れている。生息地の喪失やブッシュミートのための激しい狩猟によって、クロスリバーゴリラ亜種の減少が起きている。2007年に発表されたクロスリバーゴリラの保護計画は、この亜種の保存のために必要となる最も重要な行動をまとめている。BBCのリチャード・ブラックは、これらのゴリラの保護のための試みとして、カメルーン政府がナイジェリアとの国境にタカマンダ国立公園を制定したことを伝えた。この公園は現在ナイジェリアのクロスリバー国立公園と国境を跨いだ重要な保護地域の一部を形成しており、推定115頭のゴリラ（クロスリバーゴリラの個体群で3番目の大きさ）とその他の希少種を守っている。これらのゴリラが、カメルーンのタカマンダ保護区とナイジェリアのクロスリバー国立公園の間を国境を超えて移動できるであろうことが希望である。

## 飼育

### 日本
木の上を利用する習性から、人工物の柱やロープを張り巡らすなどの空間的な居住配慮を行った展示が行われている。給餌については草食動物用の牧草や木の葉が与えられ、虫歯の要因となるリンゴなどの甘い果実は、健康診断に必要な「ハズバンダリートレーニング（体表や口内を飼育員に見せる動作を学ばせる訓練）」の御褒美として特別に与えられている。

## ゲノム解読
ニシローランドゴリラのゲノムが解読されている。